# Jan Majoor
Jan Majoor (10 oktober 1959) is een Nederlandse handbalcoach en voormalig handballer. Sinds 2021 is Majoor trainer/coach bij DSVD.

## Biografie
Als cirkelspeler kwam Majoor uit voor het Nederlands handbalteam en in clubverband bij PSV. Toen PSV in 1982 uit de eredivisie degradeerde, maakte Majoor de overstap naar Blauw-Wit.
Nadat Majoor enkele jaren niet meer actief was binnen de handbalwereld, werd hij in 1998 coach van Snelwiek. Toen in 2002 Maurice Canton onverwachts BFC verliet, was de Beekse club haastig op zoek naar een nieuwe coach. Majoor verliet Snelwiek en werd onmiddellijk aangesteld als hoofdcoach bij de eredivisionist. In december 2003 kwam naar voren dat de dynamiek tussen spelers van BFC, het bestuur van BFC en coach Majoor niet goed was, waarna Majoor ontslagen werd.
Hierna was Majoor actief als coach bij onder andere Hercules, AAC 1899 en Kwiek. In 2019 maakte Dalfsen (destijds actief was in de eredivisie) bekend dat Majoor de nieuwe coach zou worden. Enkele weken later maakte de club bekend om uit de eredivisie te stappen waardoor Majoor niet meer in zee ging met de Overijsselse club.
In maart 2021 werd bekend dat Majoor aan de slag ging bij DSVD. In 2023 vertrok Majoor als coach van DSVD.
Nico Beekman ·
Frans op de Camp ·
Paul Coenen ·
Ronald Habraken ·
Arthur Huntjens ·
Jacques Josten ·
Jan Majoor ·
Maurice Steijvers ·
Raymond Steijvers ·
Roel Teney ·
Marcel Timmermans ·
Reinhard Titel ·
Rob Verbeek ·
Cor Vincent ·
Coach: Guus Cantelberg
1. Willy Wulterkens ·
2. Peter Verjans ·
3. Frank van Hout ·
4. Cor Vincent ·
5. Paul Smeets ·
6. Reinhard Titel ·
7. Paul Coenen ·
8. René Kivit ·
9. Jan Majoor ·
10. Arthur Huntjens ·
11. Ronald Habraken ·
12. Jacques Josten ·
13. Rob Verbeek ·
14. Raymond Steijvers ·
15. Roel Teney ·
17. Maurice Steijvers ·
Coach: Guus Cantelberg
1. Willy Wulterkens ·
2. Peter Verjans ·
3. Frank van Hout ·
4. Cor Vincent ·
5. Paul Smeets ·
6. Reinhard Titel ·
7. Paul Coenen ·
8. René Kivit ·
9. Jan Majoor ·
10. Rob Verbeek ·
11. Rob van Hoof ·
12. Jacques Josten ·
13. Paul Schreuder ·
14. Jacques Beaumont ·
15. Silvio van Gool ·
Coach: Hans Brouwers
Huub Amkreutz ·
Jacques Beaumont ·
Paul Brouns ·
Rob van Hoof ·
Leo Kivit ·
René Kivit ·
Jan Majoor ·
Ron Roberts ·
Paul Schreuder ·
Henk Smeets ·
Paul Smeets ·
Rob Verbeek ·
Peter Verjans ·
Cor Vincent ·
Reinhard Titel ·
Willy Wulterkens ·
Coach: Piet Kivit